# Michael Klueh
Michael Klueh (Evansville (Indiana), 15 maart 1987) is een Amerikaanse voormalig zwemmer.

## Carrière
Bij zijn internationale debuut, op de Pan Pacific kampioenschappen zwemmen 2006 in Victoria, eindigde Klueh als achtste op de 1500 meter vrije slag en als tiende op de 200 meter vrije slag. Daarnaast strandde hij in de series van zowel de 100 als de 400 meter vrije slag.
Op de Pan Pacific kampioenschappen zwemmen 2010 in Irvine eindigde de Amerikaan als zesde op de 1500 meter vrije slag en als negende op zowel de 400 als de 800 meter vrije slag.
Tijdens de wereldkampioenschappen kortebaanzwemmen 2012 in Istanboel eindigde Klueh als vijfde op de 400 meter vrije slag, op de 4x200 meter vrije slag veroverde hij samen met Ryan Lochte, Conor Dwyer en Matt McLean de wereldtitel.

## Internationale toernooien
| Jaar | Olympische Spelen | WK langebaan                                   | WK kortebaan                                                          | PanPacs                                                                           | Pan-Ams |
| ---- | ----------------- | ---------------------------------------------- | --------------------------------------------------------------------- | --------------------------------------------------------------------------------- | --- |
| 2006 |                   |                                                | geen deelname                                                         | 32e 100m vrije slag 10e 200m vrije slag serie 400m vrije slag 8e 1500m vrije slag | |
| 2007 |                   | geen deelname                                  |                                                                       |                                                                                   | geen deelname                                                                                                |
| 2008 | geen deelname     |                                                | geen deelname                                                         |                                                                                   | |
| 2009 |                   | geen deelname                                  |                                                                       |                                                                                   | |
| 2010 |                   |                                                | geen deelname                                                         | 9e 400m vrije slag 9e 800m vrije slag 6e 1500m vrije slag                         | |
| 2011 |                   | geen deelname                                  |                                                                       |                                                                                   | geen deelname                                                                                                |
| 2012 | geen deelname     |                                                | 5e 400m vrije slag · 4x200m vrije slag                                |                                                                                   | |
| 2013 |                   | 4x200m vrije slag · Klueh zwom enkel de series |                                                                       |                                                                                   | |
| 2014 |                   |                                                | 24e 1500m vrije slag · 4x200m vrije slag · Klueh zwom enkel de series | geen deelname                                                                     | |
| 2015 |                   | 4x200m vrije slag · Klueh zwom enkel de series |                                                                       |                                                                                   | 4e 200m vrije slag · 4e 400m vrije slag · 4x100m vrije slag · Klueh zwom enkel de series · 4x200m vrije slag |
| 2016 | geen deelname     |                                                | geen deelname                                                         |                                                                                   | |

## Persoonlijke records

### Kortebaan
| Afstand          | Tijd     | Datum            | Plaats     |
| ---------------- | -------- | ---------------- | ---------- |
| 200m vrije slag  | 01.46,36 | 3 november 2012  | Peking     |
| 400m vrije slag  | 03.39,94 | 18 december 2009 | Manchester |
| 800m vrije slag  | 07.36,47 | 19 december 2009 | Manchester |
| 1500m vrije slag | 14.38,64 | 7 november 2012  | Tokio      |

### Langebaan
| Afstand          | Tijd     | Datum            | Plaats      |
| ---------------- | -------- | ---------------- | ----------- |
| 200m vrije slag  | 01.47,45 | 7 juni 2008      | Austin      |
| 400m vrije slag  | 03.47,62 | 31 juli 2008     | Minneapolis |
| 800m vrije slag  | 07.52,31 | 15 augustus 2011 | Shenzhen    |
| 1500m vrije slag | 15.04,24 | 6 augustus 2011  | Stanford    |